# Sadowsky Guitars

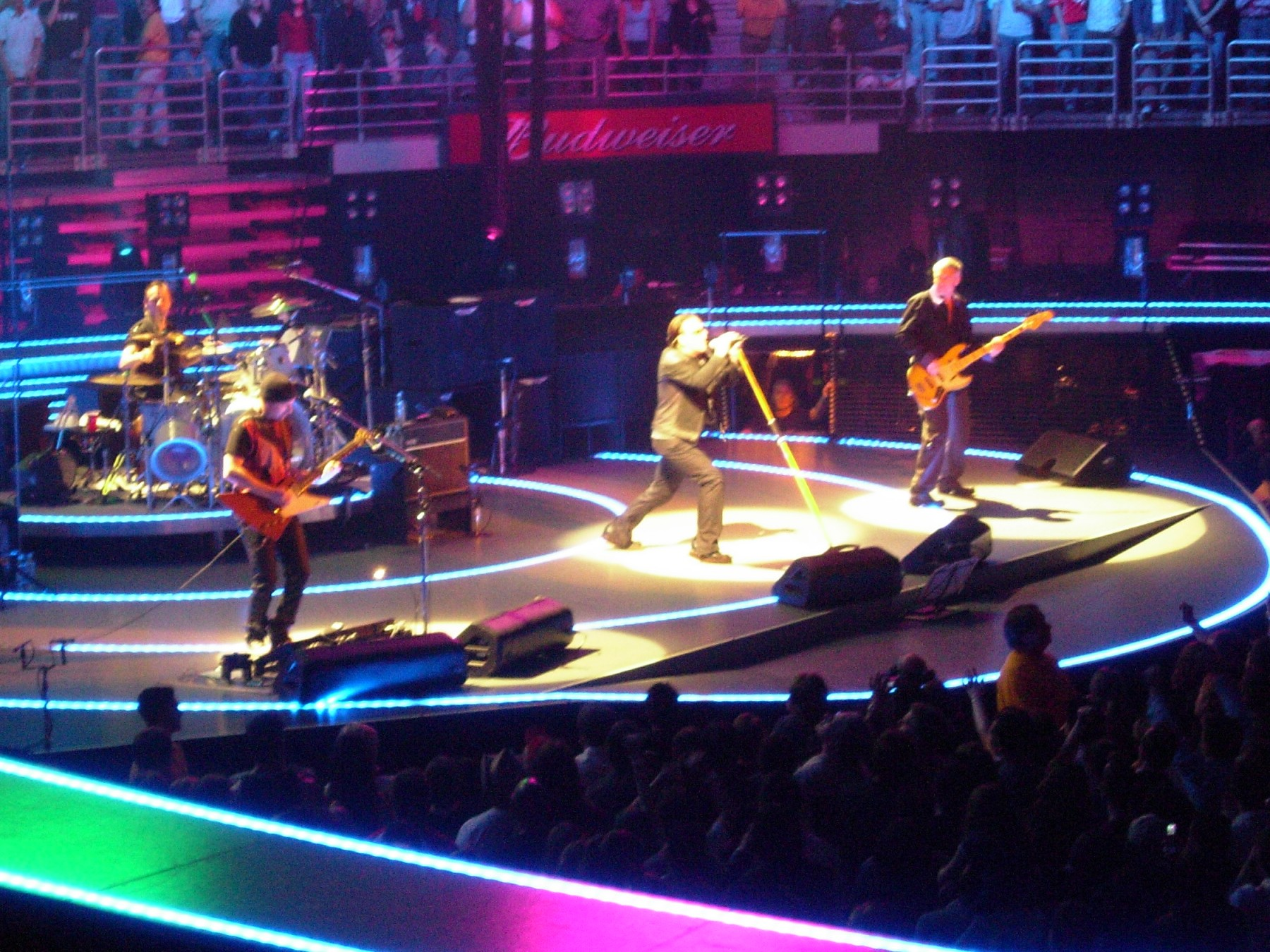
Adam Clayton (U2, rechts) mit Sadowsky Vintage Bass

Sadowsky Guitars Ltd. ist ein US-amerikanischer Hersteller von E-Gitarren und Bässen.

## Geschichte
Die Firma wurde 1979 in New York von Roger Sadowsky gegründet, der bereits zuvor Erfahrungen im Gitarrenbau und -reparatur in einem New Yorker Gitarrenladen gesammelt hatte. Sadowsky begann bereits 1972 mit der Herstellung und Reparatur von Akustikgitarren, bevor er sich auf elektrische Instrumente verlegte. Die ersten komplett eigenen Instrumente, die den Produktnamen "Sadowsky" trugen, erschienen Anfang der 1980er Jahre. Sadowsky wählte für seine Instrumente zunächst eigenständige Designs, näherte sich aufgrund mangelnden Erfolgs der eigenen Kreationen jedoch immer mehr den Instrumenten der Firma Fender an.
Neben der Herstellung von eigenen E-Gitarren und Bässen stellt die Firma Sadowsky heute auch Elektronikkomponenten wie Preamps und Verstärker her und führt nach wie vor Reparaturen an Gitarren und Verstärkern aus.

## Modelle
Die Instrumente von Sadowsky orientieren sich an den Instrumenten der Firma Fender, deren Design und Konstruktion je nach Modell mehr oder minder stark nachgeahmt werden. 
- Die Gitarrenmodelle „Strat“ und „Tele“ orientieren sich jeweils an der Fender Stratocaster bzw. Fender Telecaster, wobei die Ähnlichkeit zum Original je nach Modell unterschiedlich ausfällt. Während die Modelle der „Vintage“-Reihe relativ dicht an den Originalen bleiben, sind die Gitarren aus der „Standard“-Reihe deutlich überarbeitet: Neben einer veränderten Tonabnehmerbestückung (Humbucker) werden abweichende Hölzer (Ahorn) und eine modernisierte Hardware verwendet. Die „Tele“ ist weiter in einer Ausführung mit Nylonsaiten erhältlich, um den Klang einer spanischen Akustikgitarre nachzuahmen. Für die Jazzmusiker Jim Hall und Jimmy Bruno werden Jazzgitarren hergestellt, die mit ihrem hohlen Korpus und den charakteristischen F-Löchern an alte Jazzgitarren von Gibson erinnern.

- Ähnlich wie die Gitarren sind auch die Bässe von Instrumenten der Firma Fender inspiriert, insbesondere dem Fender Jazz Bass. Auch hier findet sich die Unterscheidung von „Vintage“-  und „Standard“-Modellen, wobei „Vintage“ auch hier für Nachbauten von alten Fender-Instrumenten steht, während die Instrumente der „Standard“-Serie sich zum Teil deutlich von den Vorbildern unterscheiden (andere Holzauswahl, aktive Elektronik etc.). Unter der Bezeichnung „Metro“ lässt Sadowsky von einem Fremdunternehmen in Japan Bässe fertigen, die zu einem günstigeren Preis als die USA-Modelle angeboten werden.

## Sadowsky in der Musik
Die Instrumente von Sadowsky genießen aufgrund des Rufes, Weiterentwicklungen der ohnehin beliebten Fender-Instrumente zu sein, besonders in den USA hohes Ansehen.
Berühmte Besitzer von Sadowsky-Gitarren sind und waren u. a. Prince, Bruce Springsteen, Keith Richards und Mike Stern. Die Jazzmusiker Jim Hall und Jimmy Bruno oder auch Walter Becker (Steely Dan) erhielten von Sadowsky eigene Modelle. Daryl Stuermer (u. a. Genesis und Phil Collins) benutzt bei Liveauftritten regelmäßig eine Sadowsky „Tele“ mit Nylonsaiten für den Song Another Day in Paradise.
Weiter verbreitet als die Gitarren sind die E-Bässe der Firma Sadowsky. Sie werden u. a. eingesetzt von Marcus Miller, Adam Clayton (U2), Tom Hamilton (Aerosmith), Darryl Jones (u. a. The Rolling Stones),  Hugh McDonald (Bon Jovi) und Tal Wilkenfeld (u. a. Jeff Beck). Heavy-Metal Bassist Jason Newsted (u. a. Metallica, Ozzy Osbourne) benutzt seit Mitte der 1990er Jahre bei seinen Aufnahmen und Konzerten nahezu ausschließlich einen Sadowsky „Vintage“-Bass mit fünf Saiten.